# Thiberville
Thiberville je naselje in občina v severnem francoskem departmaju Eure regije Zgornje Normandije. Naselje je leta 1999 imelo 1.537 prebivalcev.

## Geografija
Kraj leži v pokrajini Normandiji 56 km zahodno od Évreuxa.

## Uprava
Thiberville je sedež istoimenskega kantona, v katerega so poleg njegove vključene še občine Barville, Bazoques, Boissy-Lamberville, Bournainville-Faverolles, La Chapelle-Hareng, Drucourt, Duranville, Le Favril, Folleville, Fontaine-la-Louvet, Giverville, Heudreville-en-Lieuvin, Piencourt, Les Places, Le Planquay, Saint-Aubin-de-Scellon, Saint-Germain-la-Campagne, Saint-Mards-de-Fresne, Saint-Vincent-du-Boulay in Le Theil-Nolent s 6.436 prebivalci.
Kanton Thiberville je sestavni del okrožja Bernay.